# Nyarameiska språk
Nyarameiska språk har sina rötter i det forntida, semitiska språket, arameiska. Idag talas nyarameiska språk främst av assyrier/syrianer, men även av mandéer och vissa judar från Irak, som senare emigrerade till Israel strax efter Israels självständighet (israeliska talare av nyarameiska har idag börjat glömma sina arameiska dialekter på grund av assimilering i Israel och till förmån för hebreiska). Judar ber dock fortfarande på arameiska, genom Kaddish.
SIL Ethnologue uppskattade år 1994 antalet infödda talare av nyarameiska dialekter till 550 000. De största dialekterna är suret (ca 200 000 talare), och turoyo (105 000 talare). Mlahsô, som är nära besläktat med turoyodialekten, är i dag utdöd efter att den sista talaren dog 1998.
Av alla nyarameiska dialekter är Ma'lula-dialekten som talas i Antilibanonbergen mest välbevarad i jämförelse med den ursprungliga arameiskan.